# مانوئل دی لوکا
مانوئل دی لوکا (انگلیسی: Manuel De Luca؛ زادهٔ ۱۷ ژوئیهٔ ۱۹۹۸) بازیکن فوتبال اهل ایتالیا است.
از باشگاه‌هایی که در آن بازی کرده‌است می‌توان به باشگاه فوتبال آلساندریا و باشگاه فوتبال تورینو اشاره کرد.
وی همچنین در تیم ملی فوتبال زیر ۱۶ سال ایتالیا بازی کرده‌است.